# 1257年薩馬拉斯火山爆發
公元1257年左右，位於龙目岛的薩馬拉斯火山發生大規模爆發，火山爆發指數可能達到7級，是全新世期間最猛烈的火山爆發之一。爆發產生了破火山口，其中形成了塞加拉阿納克湖，此後的火山活動在破火山口形成了更多的火山錐，包括目前仍活躍的巴魯賈里（Barujari）火山錐。
火山爆發產生的喷发柱升上大氣層數十公里，而火山碎屑流則掩埋了龍目島的大部分地區，更波及鄰近的松巴哇島，摧毀了包括包括龍目島王國首都在內的聚落。爆發的火山灰最遠落到了340公里外的爪哇島；總共有超過10立方公里的岩石和火山灰被堆積。
火山爆發產出气溶胶並進入大氣，阻擋太陽輻射到達地面，引致了火山冬天，導致了歐洲等地飢荒和農作物失收；但氣溫變化的確切規模及其影響仍有爭議。這次爆發可能是小冰期的誘因之一。
起初，科學家在研究各地冰芯時發現，1257年左右冰芯中硫酸鹽的沉積量大幅增加，證明當時發生了大規模火山爆發，但當時火山爆發的地點尚未確定。2013年，科學家透過當地目擊者寫在棕櫚葉上的歷史記錄，證實薩馬拉斯火山在1257年爆發。

## 地質背景
薩馬拉斯火山（Samalas），又稱老林賈尼火山（Rinjani Tua），是現為印度尼西亞龍目島林賈尼火山群的一部分，其殘餘構成了塞加拉阿納克破火山口，林賈尼火山位於其東緣。薩馬拉斯火山爆發後，破火山口中有兩座新火山形成，而林賈尼火山也仍然活躍。薩馬拉斯火山附近還有位於峇里島西部的阿貢火山、巴杜爾火山和布拉坦火山。

龍目島的位置

龍目島位於印尼巽他島弧中的小巽他群岛，澳洲板塊在當地以每年7厘米的速度俯衝到歐亞板塊下方。薩馬拉斯火山和林賈尼火山的岩漿很可能來自龍目島下方地幔楔的橄欖岩。根據遺留的山體推斷，薩馬拉斯火山在爆發前約高達4200米，高於目前亞洲熱帶地區最高的山峰京那巴鲁山，但薩馬拉斯火山在爆發後已經比一旁的林賈尼火山要矮。
龍目島最古老的地層來自漸新世至中新世，當時有火山在南部出現。薩馬拉斯火山在距今12,000年前形成，而林賈尼火山則在距今11,940±40年前至距今2,550±50年前之間形成，並於距今5,990±50年前至距今2,550±50年前之間爆發。林賈尼火山和薩馬拉斯火山的活動一直持續到1257年之前約500年。薩馬拉斯火山主要由英安岩構成，以重量計二氧化硅的含量為62-63%，下方的地殼厚約20公里，而班尼奧夫帶最深約有164公里。

## 爆發

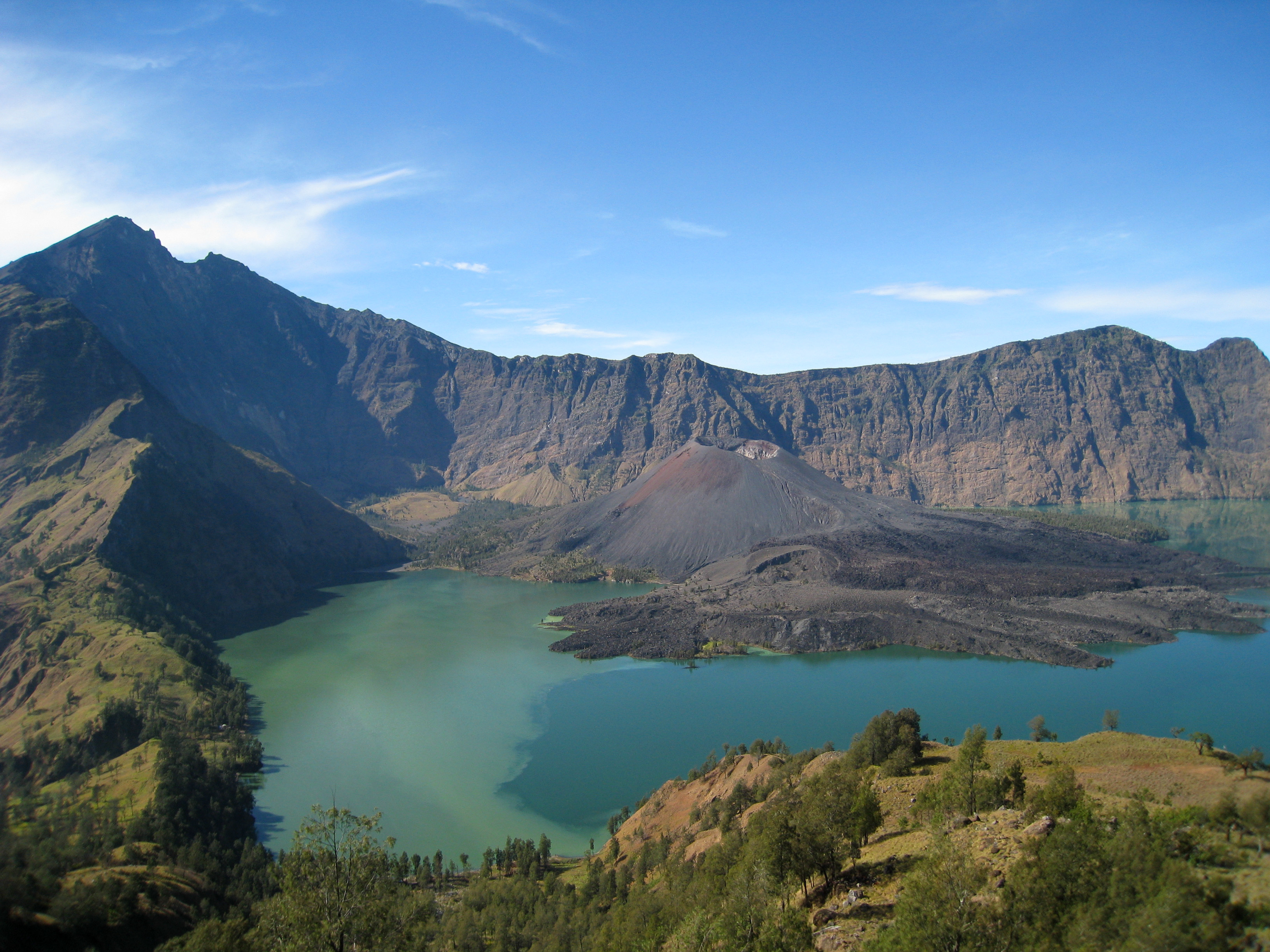
火山爆發後形成的塞加拉阿納克湖

1257年薩馬拉斯火山爆發能通過分析其遺留的沉積物和歷史記錄重建。根據冰芯數據和火山噴發碎屑的型態，薩馬拉斯火山最有可能在1257年的9月爆發（誤差約為2-3個月），但也有可能在翌年爆發。

### 階段
薩馬拉斯火山爆發的階段分為第一階段（潛水蒸氣噴發和岩漿噴發）、第二階段（火山碎屑流和准岩浆型火山喷发）、第三階段（普林尼式噴發）和第四階段（火山碎屑流）。第一和第三階段的單獨持續時間無法得知，但合計持續12至15小時（不包括第二階段）。第一階段產生的噴發柱高度達到39-40公里，到了第三階段則達到了38-43公里，已足以讓二氧化硫受光分解作用影響。

### 過程
在一開始的潜水蒸气喷发階段，龍目島西北部超過400平方公里的範圍內，有3公分厚的火山灰落下。在隨後的岩漿爆發階段，富含岩屑的浮石大量落下，在龍目島東部和峇里島的逆風處累積達到8公分。緊接著火山礫和火山灰落下，伴隨著被部分限制在火山西側山谷內的火山碎屑流。部分火山灰的沉積被火山碎屑流侵蝕，形成溝槽。火山碎屑流越過峇里海，到達火山西北方的吉利群島和龍目島以東的松巴哇島西部，而浮石塊可能淹沒了龍目島和松巴哇島之間的阿拉斯海峡。由於火山爆發的沉積物顯示熔岩與水之間有反應，這次噴發可能屬於准岩浆型火山喷发。之後浮石又落下了三次，覆蓋的區域比之前更廣。浮石在松巴哇島向東逆風落下，最遠達61公里，厚度達7公分。
隨後，喷发柱塌陷，可能再次引起了火山碎屑流。此時，噴發轉變為噴泉狀，破火山口開始形成。火山碎屑流受龍目島的地勢影響而轉向，填滿了島上的山谷，在龍目島擴散開，燒毀了島上的植被。火山碎屑流與空氣之間的反應讓更多噴發柱和火山碎屑流形成。火山碎屑流最終流入龍目島北部和東部的海洋，產生蒸汽爆炸，海灘上形成了浮石錐。火山碎屑流又在薩馬拉斯火山南坡分成兩支，一支向東流向阿拉斯海峽，一支向西流向至峇里海峽。火山碎屑流掩埋了珊瑚礁，越過阿拉斯海峽抵達松巴哇島。火山碎屑流在龍目島的體積達到了29立方公里，厚度達35米，最遠流到了火山的25公里以外。火山碎屑流以及其他沉積物擴張了龍目島，掩埋了河谷，新的河流系統在沉積物上形成形成。

### 火山岩和火山灰
火山爆發產生的火山岩覆蓋了峇里島、龍目島和松巴哇島的部分地區。灰狀的火山噴發碎屑最遠落在爪哇島，被稱為薩馬拉斯火山噴發碎屑。爪哇島上的火山也被火山灰覆蓋，當中默拉皮火山累積了2-3公分，布羅莫火山累積了15公分，伊真火山累積了22公分，峇里島的阿貢火山累積了12-17公分，距離薩馬拉斯火山340公里的湖泊也累積了3公分的火山灰。大部分火山灰落在薩馬拉斯火山的西南偏西，總體積可能達到32-39立方公里。火山灰在第一階段覆蓋了7,500平方公里的面積，在第三階段更覆蓋了110,500平方公里的面積，達到了普林尼式噴發和超普林式噴發的強度。
薩馬拉斯火山噴發產生的細顆粒奶油色浮石已被用作峇里島地質年代的標記。遠在13,500公里以外的冰芯也有薩馬拉斯火山的噴發碎屑出現，而在南海東島的火山灰層也有可能來自薩馬拉斯火山。火山灰和氣溶膠有可能影響了距離薩馬拉斯火山較遠的人類和珊瑚。
對薩馬拉斯火山在各階段爆發的噴出量有各種估計。第一階段的噴出量達到12.6–13.4立方公里，而第二階段的噴出量達到0.9-3.5立方公里，整個噴發的總噴出量相當於40立方公里的緻密岩石。火山噴出的岩漿為粗面岩，含有角閃石、磷灰石、輝石、硫化鐵、斜長石及鈦磁鐵礦，由玄武岩岩漿分離結晶形成，溫度約為1,000 °C。是次噴發可能是由岩漿進入岩浆房或是受氣泡的影響而引發的。

### 強度
這次爆發的火山爆發指數為7級，是目前全新世最大規模的火山爆發之一，強度接近西元前7世紀的庫里爾斯科耶湖噴發、西元前6世紀的馬札馬火山噴發、約4,200年前的羅夫萊多火山噴發、西元前1627至1600年之間的米諾斯火山爆發、6世紀伊洛潘戈湖噴發，以及1815年坦博拉火山的噴發。此規模的火山爆發可以對人類造成災難性影響，造成廣泛的人命傷亡。

### 破火山口
火山爆發後，一個6-7公里寬的破火山口——塞加拉阿納克破火山口——在薩馬拉斯火山的位置形成，其中有個200米深的火山口湖，名為塞加拉阿納克湖。巴魯賈里火山錐高出湖面320米，自1847年以來已噴發15次。薩馬拉斯火山爆發前可能已有一火山口湖，為火山爆發提供了水，但水也有可能來自含水层。在一次被人目擊的山崩中，大約有2.1–2.9立方公里的岩石從林賈尼火山落入破火山口，並在面向破火山口的山山坡留下了崩塌的痕跡。
2003年，形成此破火山口的爆發被確認，翌年噴發體積被定為10立方公里。早期研究認為，爆發發生在1210年至1300年之間。2013年，法蘭克·拉維尼提出爆發發生在1257年5月至10月之間，導致了1258年的氣候變化。龍目島有數個村莊是在火山碎屑流沉積上建造的。

## 研究
薩馬拉斯火山噴發是透過冰芯資料發現的。在1980年，科學家在來自格陵蘭的冰芯樣本中發現1257-1258年的冰層出現了與流紋岩火山灰沉積有關的硫酸鹽。是次爆發最初被稱為「神秘噴發」。起初，源頭火山被認為在格陵蘭附近，但根據冰島的記錄，1250年左右沒有火山爆發的紀錄。另外，在南極點、玛丽·伯德地和加拿大埃尔斯米尔岛鑽探的冰芯中也發現了硫酸鹽。在薩馬拉斯火山被發現之前，此硫酸鹽的峰值已被用作冰芯的地層標記。
冰芯資料顯示，1257年至1259年左右，一個大型的硫酸鹽峰值出現，是7000年來最大，達到1815年坦博拉火山爆发的兩倍。2003年科學家估計這次噴發的噴出物相當於200-800立方公里的緻密岩石，但也有觀點認為這次噴發的規模可能較小，但硫含量較高。科學家認為該火山位於环太平洋火山带，但其具體位置無法確定。東加托富阿島的火山爆發和1256年麥地那附近的哈爾拉特·拉哈特火山被視為潛在的源頭，但它們的爆發規模均太小，不足以讓硫酸鹽到達極地冰蓋，而另一觀點則認為當時有多個火山同時噴發。根據故計，噴發留下的破火山口的直徑有10-30公里，位於赤道偏北。
起初，1257年沒有明確的氣候異常紀錄，但到了2000年，中世紀記錄中的與火山爆發相關的氣候變化被發現。先前，氣候的變化在年輪和氣候重建的數據中被發現。由於沉積物擴散至全球，因此當時的氣候變化是由熱帶的火山噴發引起。2012年，因為其他潛在火山（埃尔奇琼火山、基洛托阿火山和塔拉威拉火山）不匹配硫酸鹽的化學成分、時間跨度和規模，薩馬拉斯火山是源頭的假說被首次提出。
巴黎第一大学的地质学家法蘭克·拉維尼（Franck Lavigne）懷疑龍目島上的火山就是源頭。2013年，通過使用放射性碳定年法測定龍目島上樹木和龍目島編年史（Babad Lombok），科學家確定了薩馬拉斯火山就是導致了冰芯的硫酸鹽和氣候變化的源頭。龍目島編年史寫在棕櫚葉上，記述了公元1300年前龍目島發生了災難性的火山爆發。科學家透過比較冰芯中的玻璃碎片與龍目島沉積物的化學特性，證實了影響了全球氣候的就是薩馬拉斯火山噴發。後來發現，極地冰芯中的火山灰與薩馬拉斯火山爆發產物相似，更充分地證實了上述假設。

## 氣候影響

### 氣溶膠與古氣候學數據
南北半球的冰芯均出現與薩馬拉斯火山爆發相關的硫酸鹽峰值，是南半球過去1000年乃至2500年規模最大的峰值，為喀拉喀托火山爆發的8倍，而在北半球則僅次於1783-1784年拉基火山爆發，更成為了地層的時間標記。玻利維亞伊伊马尼山的冰芯出現噴發產生的鉈和硫酸鹽峰值，其硫含量是1991年皮納圖博火山爆發的約十倍，而斯瓦尔巴也有薩馬拉斯火山爆發的硫酸鹽沉積。
此外，噴發產生的氣溶膠有機會從平流層中分離了大量的鈹-10，產生和太陽活動變化相似的效果。噴發釋放的二氧化硫量估計有158±1200萬噸。與薩馬拉斯火山相比，坦博拉火山爆發可能釋出了更多硫，但薩馬拉斯將更多火山灰注入了平流層。火山爆發後，塵埃可能需要數週至數月的時間才能抵較遠的地方。火山爆發將氣溶膠注入大氣，地表的陽光減少，溫度降低，導致農作物失收。南極洲冰穹C的冰芯顯示，薩馬拉斯火山噴發所產生的高濃度氣溶膠可能持續了三年或以上，其濃度之高可能足以遮擋月食時的月亮。
樹木方面，火山噴發也導致了樹木的年輪受霜凍破壞。1258年至1262年期間，蒙古的樹木生長放慢，而加拿大和西伯利亞西北部的樹木年輪分別在1258年和1259年變淺，美國內華達山脈的樹木年輪變薄，而挪威和瑞典的樹木年輪更變薄了約十年。此外，朝鮮半島附近的海面和中國東北部都出現降溫、越南出現非常潮濕的季候風、北半球多地（包括泰國南部）發生旱災。根據模擬和年輪數據，降溫可能持續了4-5年。火山爆發也導致瑞典北部有硫酸落下，可能影響了當地的沼泽。
薩馬拉斯火山噴發也可能導致大氣中二氧化碳的濃度短暫下降，而此現象也在皮纳图博火山噴發後被觀察得到，有數個可能的原因，包括低溫的海洋吸收了更多的二氧化碳、或是碳在生物圈中堆積等等。
薩馬拉斯火山噴發對氣候的影響在不同樹木年輪的紀錄並不一致，其對氣溫的影響也有限。根據氣候模型推算，薩馬拉斯火山噴發可能讓全球氣溫下降攝氏2度，與氣候代理的數據並不吻合；而根據全球气候模式推算，最顯著的降溫在1258年至1261年發生。可是，因為模型會錯誤地假定光深度會隨著火山噴發產出的硫而增加，氣候模型經常高估了火山噴發對氣候的影響。此外，在薩馬拉斯火山噴發前可能出現的聖嬰現象再進一步限制了降溫。
在薩馬拉斯火山噴發和小冰期的共同影響下，海冰和冰帽有所增長，而阿尔卑斯山、喜马拉雅山脉、太平洋西北地区、安地斯山脈和巴芬島的冰川也有擴大，而這又加強和延長了氣候的變化。

### 模擬影響
根據2003年的模擬，火山噴發讓北半球夏季的氣溫下降攝氏0.46度，南半球則下降了攝氏0.69度；更新的氣候代理數據則顯示地球的氣溫在1258年下降了攝氏0.7度，隔年又下降了攝氏1.2度，但全球各地降溫的幅度不一，而降雨量和蒸發量均有減少。海面溫度也下降了攝氏0.3至2.2度，影響了洋流和海洋鹽度。火山噴發也將氯和溴等小量鹵素帶到平流層，分解了大氣中的臭氧，而這有可能導致更多紫外线到達地球表面，讓地球人口出現免疫抑制，令流行病爆發。

### 各地氣候影響
1257年薩馬拉斯火山爆發、1452年或1453年的一次火山爆發和1815年坦博拉火山爆发均導致了2千纪最顯著的降溫，比小冰期更顯著。受到含硫氣溶膠影響，1257年至1258年的冬天比正常偏暖，使法國的堇菜提早開花，但隨後的夏天比平常冷。
薩馬拉斯火山在一段異常溫暖時期之後爆發，此前的1108年、1171年和1230年都有火山爆發，造成氣候波動。而根據迪斯科岛的冰碛數據，隨後的1276年和1286年均有火山爆發，進一步擾亂了氣候。有理論認為，這些火山活動加上冰層擴大形成了正回饋，在無需受太陽活動影響也能導致小冰期，但此觀點有爭議。
根據推斷，薩馬拉斯火山爆發還引起了強烈的南極振盪，影響南半球的溫度和降水。另外，火山爆發也可能影響了厄尔尼诺-南方涛动现象。火山爆發後隔年美國西部天氣較為潮濕，可能代表聖嬰現象出現，但在帕邁拉環礁珊瑚的數據卻沒有聖嬰現象出現的證據。火山爆發使大氣溫度結構改變，可能讓熱帶氣旋的強度短暫下降，但根據大西洋的古风暴学研究，熱帶氣旋的出現頻率並沒下降。火山爆發也讓大西洋經向翻轉環流減弱，有機會促進了小冰期的形成。
受到南方涛动和北大西洋涛动的影響，全球的海平面因為火山爆發而有所下降，十字軍國家一帶的海平面更下降了約半米。全球的海平面在1250年至1400年間逐漸回復到先前水平。
另外，火山爆發也影響了東亞季风、太平洋经向模、北極振盪、大西洋多年代际振荡、碳循環，又導致了歐洲水氣供應減少、δ18O異常、熱帶輻合帶南移、印度季風減弱等等。
受鄰近海洋的調節，阿拉斯加等地受火山爆發的影響較小，而美國西部的乾旱被中斷，當地樹木生長也未受低溫影響。1259年，西欧和美洲西岸的天氣溫和，而中欧的夏季雨量也沒有變化。

## 對人類的影響
薩馬拉斯火山爆發在1257年至1258年在全球造成災難，當中包括飢荒，但其對社會的影響仍為完全確定。

### 龍目島和峇里島
火山爆發時，當今印尼的中、西部被不同的王國統治，但它們對薩馬拉斯火山爆發和其影響的記載甚少。根據龍目島編年史（Babad Lombok）記載，龍目島上的村莊在13世紀中期被火山灰和岩漿摧毀，而另外兩本歷史書（和）也描述了該火山爆發。這些書本就是是「薩馬拉斯」（Samalas）這個名稱的來源。
林賈尼火山崩塌，薩馬拉斯火山倒塌，隨後大量碎屑伴隨著巨響留下，摧毀了帕馬坦（Pamatan）。所有房屋被摧毀和沖走，漂浮在海面上，有許多人死亡。在七天內，大地震動，人們在勒嫩（Leneng）被困，被巨礫捲走，他們逃走，有人爬上山。——龍目島編年史
帕馬坦是當時統治龍目島的王國的首都，毀於火山爆發，並從歷史紀錄中消失。根據爪哇語文獻，龍目島的王室成員在此災難中倖存，文獻又提到了災後重建和復原工作，至於王國是否因此滅亡則尚未明確。有數以千計的人在火山爆發中遇難，但部分民眾在火山爆發前可能已經逃離。火山爆發後，龍目島和鄰近的峇里島的文獻紀錄均有減少，而那裡的人口也可能有所減少，讓爪哇岛的信诃沙里王國得以在1284年輕易佔領峇里島。龍目島可能經過了一個世紀才從火山爆發中恢復過來，而至今松巴哇島西部的人口仍未恢復。

### 大洋洲
大洋洲歷史紀錄的年代通常不清楚，但有證據表明1250年至1300年間大洋洲（例如復活節島）有出現危機。1300年左右，由於海平面下降，太平洋各處都有聚落遷移。波利尼西亚人因火山造成的氣候變化，往西南方移居，抵達新西兰。

### 歐洲和中東
歐洲的編年史提到了1258年有異常天氣出現。英國和法國出現霧，而當年夏天較冷且雨量較多，造成洪水並導致農作物失收，俄羅斯則在1259年的夏天結霜。歐洲和中東在1258年至1259年還出現了如天空顏色轉變、風暴、低溫等等的極端天氣，遠至北非的農作物也受波及。歐洲受天氣異常影響出現飢荒，隨後爆發流行病，但飢荒並沒有1315年至1317年的嚴重。英國、法國和意大利的穀物價格上漲，而英格蘭、中東和意大利則爆發斑疹傷寒等傳染病。1258年至1259年的冬天並未出現太多異常天氣，但1260年至1261年的冬天卻非常嚴寒。

#### 英格蘭和意大利
倫敦發生飢荒，可能和火山爆發有關，但當地在在火山爆發之前已經有收成問題，時值英格蘭國王亨利三世和大貴族之間的政治危機。倫敦有約15,000至20,000人餓死，死者被埋在市中心的萬人塚。根據聖奧爾本斯的馬修·帕里斯的描述，當時天氣一時寒冷，一時大雨，多人死亡。為了緩解飢荒，糧食須從歐洲大陸進口。
意大利受火山爆發影響的時間比歐洲大部分地區要晚一年。1258年，意大利出現暴雨，農作物失收，翌年，有寒潮抵達意大利，多人死亡。為了控制糧食危機，博洛尼亚和锡耶纳嘗試收購和補貼糧食，並禁止糧食出口。锡耶纳又與西西里國王建立外交關係來緩解危機，而博洛尼亞則出現了政治危機。帕爾馬派官員在星期六關閉市場，又禁止食物出口，卻導致帕爾馬的执政官被推翻。至於當時正在發生政治危機的帕維亞和意大利北部的科莫就採取了多項措施來確保糧食供應。1257年至1260年，佩鲁贾糧食短缺，市政府對社會的管控增加。

#### 長期影響
火山爆發導致北大西洋降溫和海冰擴大，限制了格陵蘭和冰島的航運和農業發展，而诺斯人也撤離了格陵蘭，影響了當地社會。另外，由於冬天氣溫下降，農業受嚴重影響，畜牧的突厥人的影響力變大，可能導致東羅馬帝國失去對安納托利亞的控制權。

### 北美洲
火山爆發後，北美洲有聚落被廢棄，其中阿那萨吉人離開了科羅拉多高原的北部。薩馬拉斯火山爆發正值當地人口因少雨和低溫而減少的時期，而此爆發可能就是成因之一。

### 南美洲
受火山爆發影響，南美洲阿尔蒂普拉诺高原的氣溫下降，天氣也變得乾燥。儘管如此，烏尤尼鹽沼和科伊帕薩湖的雨水灌溉農業仍有增長。

### 東亞和东南亚
薩馬拉斯火山爆發也波及了東亞地區。根據吾妻鏡一書，日本的稻田被低溫而潮濕的天氣破壞，加劇了當地的飢荒。火山爆發在朝鮮半島造成影響，再加上蒙古入侵高丽，促使武臣政權及其獨裁者崔竩垮台。火山爆發導致的季候風異常，導致了吴哥窟的人口下降。

#### 蒙古帝國
火山爆發增加了黎凡特地區的降雨，可能促使了蒙古入侵叙利亚，但氣候恢復正常後，當地能承載的牲畜量減少，反而削弱了蒙古軍隊的效率，最終蒙古在阿音札鲁特战役戰敗。蒙古帝國當時也出現了飢荒、流行病和旱災，有可能影響了拖雷家族內戰，讓忽必烈的勢力崛起。

### 中亞
火山爆發擾亂了中亞地區的氣候，當地氣溫先跌後升，有利於鼠疫耶爾森菌的傳播和變種，最終導致黑死病的菌種出現，造成大爆發。

## 另見
- 印度尼西亞火山列表
- 超级火山

## 註解
1. ↑  火山爆發指數能衡量火山爆發強度[2]，7級表示爆發至少產生100立方公里的沉積物，每千年約發生一至兩次[3]
2. ↑  於1974年鑽探[60]

### 來源
- Alloway, Brent V.; Andreastuti, Supriyati; Setiawan, Ruly; Miksic, John; Hua, Quan. . Quaternary Science Reviews. 2017-01, 155: 86–99. Bibcode:2017QSRv..155...86A. ISSN 0277-3791. doi:10.1016/j.quascirev.2016.11.020.
- Andres, Heather J.; Peltier, W. R.  (PDF). Journal of Climate. 2016-08-15, 29 (16): 5779–5800  [2024-11-27]. Bibcode:2016JCli...29.5779A. doi:10.1175/JCLI-D-15-0599.1 . （原始内容存档 (PDF)于2023-09-09）.
- Baroni, Mélanie; Bard, Edouard; Petit, Jean-Robert; Viseur, Sophie. . Journal of Geophysical Research: Atmospheres. 2019, 124 (13): 7082  [2024-11-27]. Bibcode:2019JGRD..124.7082B. ISSN 2169-8996. S2CID 197567106. doi:10.1029/2018JD029823. （原始内容存档于2021-08-13） （英语）.
- Bertoni, Laura. . Studi di storia medioevale e di diplomatica. Nuova Serie. 2022-10-30  [2024-11-27]. ISSN 2611-318X. doi:10.54103/2611-318X/18278. （原始内容存档于2024-12-03） （意大利语）.
- Brovkin, Victor; Lorenz, Stephan J.; Jungclaus, Johann; Raddatz, Thomas; Timmreck, Claudia; Reick, Christian H.; Segschneider, Joachim; Six, Katharina.  (PDF). Tellus B. 2010-11, 62 (5): 674–681. Bibcode:2010TellB..62..674B. S2CID 54590487. doi:10.1111/j.1600-0889.2010.00471.x .
- Bufanio, Vittoria. . Studi di storia medioevale e di diplomatica. Nuova Serie. 2022-10-30  [2024-11-27]. ISSN 2611-318X. doi:10.54103/2611-318X/18277. （原始内容存档于2024-12-06） （意大利语）.
- Büntgen, Ulf; Smith, Sylvie Hodgson; Wagner, Sebastian; Krusic, Paul; Esper, Jan; Piermattei, Alma; Crivellaro, Alan; Reinig, Frederick; Tegel, Willy; Kirdyanov, Alexander; Trnka, Mirek; Oppenheimer, Clive. . Climate Dynamics. 2022-07-01, 59 (1): 531–546  [2024-11-27]. Bibcode:2022ClDy...59..531B. ISSN 1432-0894. S2CID 246008238. doi:10.1007/s00382-022-06141-3. （原始内容存档于2024-12-04） （英语）.
- Campbell, Bruce M. S. . Transactions of the Royal Historical Society. 2017, 27: 87–121. ISSN 0080-4401. S2CID 135154711. doi:10.1017/S0080440117000056 （英语）.
- Dätwyler, Christoph; Neukom, Raphael; Abram, Nerilie J.; Gallant, Ailie J. E.; Grosjean, Martin; Jacques-Coper, Martín; Karoly, David J.; Villalba, Ricardo. . Climate Dynamics. 2017-11-30, 51 (5–6): 2321–2339  [2024-11-27]. ISSN 0930-7575. S2CID 134739354. doi:10.1007/s00382-017-4015-0. hdl:11343/214149 . （原始内容存档于2024-12-04） （英语）.
- Di Cosmo, Nicola; Wagner, Sebastian; Büntgen, Ulf. . Erdkunde. 2021-06-30, 75 (2): 87–104  [2021-12-02]. S2CID 236309540. doi:10.3112/erdkunde.2021.02.02. （原始内容存档于2021-09-21） （英语）.
- Dodds, Ben; Liddy, Christian D. . Boydell & Brewer Ltd. 2011. ISBN 978-1-84383-684-1.
- Emile-Geay, Julien; Seager, Richard; Cane, Mark A.; Cook, Edward R.; Haug, Gerald H. . Journal of Climate. 2008-07-01, 21 (13): 3134–3148. Bibcode:2008JCli...21.3134E. ISSN 0894-8755. S2CID 16039396. doi:10.1175/2007JCLI1884.1.
- Fell, Henry G.; Baldini, James U.L.; Dodds, Ben; Sharples, Gary J.  (PDF). Journal of Historical Geography. 2020-10, 70: 36–46  [2024-11-27]. S2CID 226371080. doi:10.1016/j.jhg.2020.10.001. （原始内容存档 (PDF)于2023-05-28）.
- Fontijn, Karen; Costa, Fidel; Sutawidjaja, Igan; Newhall, Christopher G.; Herrin, Jason S. . Bulletin of Volcanology. 2015-06-10, 77 (7): 59. Bibcode:2015BVol...77...59F. S2CID 126494131. doi:10.1007/s00445-015-0943-x.
- Fu, Qiang; Lin, Lei; Huang, Jianping; Feng, Song; Gettelman, Andrew. . Journal of Geophysical Research: Atmospheres. 2016-03-09, 121 (6): 2857–2873. Bibcode:2016JGRD..121.2857F. doi:10.1002/2015JD024075 .
- Grillo, Paolo. . Guglielmotti, Paola; Lazzarini, Isabella  (编). . 2021: 147–161  [2024-11-27]. ISBN 978-88-5518-423-6. hdl:20.500.12657/56304. （原始内容存档于2024-12-19） （意大利语）.
- Guillet, Sébastien; Corona, Christophe; Stoffel, Markus; Khodri, Myriam; Lavigne, Franck; Ortega, Pablo; Eckert, Nicolas; Sielenou, Pascal Dkengne; Daux, Valérie; (Sidorova), Olga V. Churakova; Davi, Nicole; Edouard, Jean-Louis; Zhang, Yong; Luckman, Brian H.; Myglan, Vladimir S.; Guiot, Joël; Beniston, Martin; Masson-Delmotte, Valérie; Oppenheimer, Clive.  (PDF). Nature Geoscience. 2017, 10 (2): 123–128  [2024-11-27]. Bibcode:2017NatGe..10..123G. ISSN 1752-0908. S2CID 133586732. doi:10.1038/ngeo2875. （原始内容存档 (PDF)于2019-04-28） （英语）.
- Hamilton, Garry. . New Scientist. 2013-10, 220 (2939): 38–41. Bibcode:2013NewSc.220...38H. doi:10.1016/S0262-4079(13)62487-2.
- Hammer, C. U.; Clausen, H. B.; Langway, C. C. . Annals of Glaciology. 1988, 10: 102–108. Bibcode:1988AnGla..10..102L. ISSN 0260-3055. doi:10.3189/S0260305500004250  （英语）.
- Harrison, Ramona; Maher, Ruth A. . Lexington Books. 2014. ISBN 9780739185483 （英语）.
- Jenkins, Philip. . Oxford. 2021. ISBN 9780197506219.
- Jomelli, Vincent; Lane, Timothy; Favier, Vincent; Masson-Delmotte, Valerie; Swingedouw, Didier; Rinterknecht, Vincent; Schimmelpfennig, Irene; Brunstein, Daniel; Verfaillie, Deborah; Adamson, Kathryn; Leanni, Laëtitia; Mokadem, Fatima; Aumaître, Georges; Bourlès, Didier L.; Keddadouche, Karim. . Scientific Reports. 2016-09-09, 6: 32984. Bibcode:2016NatSR...632984J. PMC 5016737 . PMID 27609585. doi:10.1038/srep32984.
- Kokfelt, U.; Muscheler, R.; Mellström, A.; Struyf, E.; Rundgren, M.; Wastegård, S.; Hammarlund, D. . Journal of Quaternary Science. 2016-09, 31 (7): 723–730. Bibcode:2016JQS....31..723K. S2CID 133281253. doi:10.1002/jqs.2898.
- Lavigne, F.; Degeai, J.-P.; Komorowski, J.-C.; Guillet, S.; Robert, V.; Lahitte, P.; Oppenheimer, C.; Stoffel, M.; Vidal, C. M.; Surono; Pratomo, I.; Wassmer, P.; Hajdas, I.; Hadmoko, D. S.; de Belizal, E. . Proceedings of the National Academy of Sciences. 2013-09-30, 110 (42): 16742–16747. Bibcode:2013PNAS..11016742L. PMC 3801080 . PMID 24082132. doi:10.1073/pnas.1307520110 .
- Luongo, Alberto. . Studi di storia medioevale e di diplomatica. Nuova Serie. 2022-10-30  [2024-11-27]. ISSN 2611-318X. doi:10.54103/2611-318X/18281. （原始内容存档于2024-12-02） （意大利语）.
- Malawani, Mukhamad Ngainul; Lavigne, Franck; Sastrawan, Wayan Jarrah; Sirulhaq, Ahmad; Hadmoko, Danang Sri. . Journal of Volcanology and Geothermal Research. 2022-10-07, 432: 107688  [2024-11-27]. Bibcode:2022JVGR..43207688M. ISSN 0377-0273. S2CID 252774494. doi:10.1016/j.jvolgeores.2022.107688. （原始内容存档于2025-01-06） （英语）.
- Malawani, Mukhamad Ngainul; Lavigne, Franck; Hadmoko, Danang Sri; Syamsuddin, Syamsuddin; Handayani, Lina; Sudrajat, Yayat; Virmoux, Clément; Saulnier Copard, Ségolène; Kusnadi, Kusnadi. . Earth Surface Processes and Landforms. 2023-08, 48 (10): 2100–2116. Bibcode:2023ESPL...48.2100M. S2CID 257909438. doi:10.1002/esp.5592 （英语）.
- Margalef, Olga; Álvarez-Gómez, José A.; Pla-Rabes, Sergi; Cañellas-Boltà, Núria; Rull, Valentí; Sáez, Alberto; Geyer, Adelina; Peñuelas, Josep; Sardans, Jordi; Giralt, Santiago.  (PDF). The Geographical Journal. 2018-05-02, 184 (3): 310–322  [2019-02-07]. Bibcode:2018GeogJ.184..310M. ISSN 0016-7398. doi:10.1111/geoj.12253. hdl:10261/164769 . （原始内容 (PDF)存档于2019-02-09） （英语）.
- Métrich, Nicole; Vidal, Céline M.; Komorowski, Jean-Christophe; Pratomo, Indyo; Michel, Agnès; Kartadinata, Nugraha; Prambada, Oktory; Rachmat, Heryadi; Surono. . Journal of Petrology. 2018-02-03, 58 (11): 2257–2284. doi:10.1093/petrology/egy006  （英语）.
- Misios, Stergios; Logothetis, Ioannis; Knudsen, Mads F.; Karoff, Christoffer; Amiridis, Vassilis; Tourpali, Kleareti. . Weather and Climate Dynamics. 2022-07-29, 3 (3): 811–823  [2024-11-27]. Bibcode:2022WCD.....3..811M. S2CID 251184588. doi:10.5194/wcd-3-811-2022 . （原始内容存档于2024-12-03） （英语）.
- Moglia, Maddalena. . Studi di storia medioevale e di diplomatica. Nuova Serie. 2022-10-30  [2024-11-27]. ISSN 2611-318X. doi:10.54103/2611-318X/18280. （原始内容存档于2024-12-02） （意大利语）.
- Mutaqin, Bachtiar W.; Lavigne, Franck; Sudrajat, Yayat; Handayani, Lina; Lahitte, Pierre; Virmoux, Clément; Hiden; Hadmoko, Danang S.; Komorowski, Jean-Christophe; Hananto, Nugroho D.; Wassmer, Patrick; Hartono; Boillot-Airaksinen, Kim. . Geomorphology. 2019-02, 327: 338–350. Bibcode:2019Geomo.327..338M. ISSN 0169-555X. S2CID 134475629. doi:10.1016/j.geomorph.2018.11.010 （英语）.
- Mutaqin, Bachtiar W.; Lavigne, Franck. . GeoJournal. 2019-09-20, 86 (2): 557–566. ISSN 1572-9893. S2CID 204437789. doi:10.1007/s10708-019-10083-5 （英语）.
- Narcisi, Biancamaria; Petit, Jean Robert; Delmonte, Barbara; Batanova, Valentina; Savarino, Joël.  (PDF). Quaternary Science Reviews. 2019-04, 210: 164–174  [2024-11-27]. Bibcode:2019QSRv..210..164N. S2CID 134011462. doi:10.1016/j.quascirev.2019.03.005. （原始内容存档 (PDF)于2022-04-25）.
- Newhall, Chris; Self, Stephen; Robock, Alan. . Geosphere. 2018-02-28, 14 (2): 572–603. Bibcode:2018Geosp..14..572N. ISSN 1553-040X. doi:10.1130/GES01513.1  （英语）.
- Oppenheimer, Clive. . International Journal of Climatology. 2003-03-30, 23 (4): 417–426. Bibcode:2003IJCli..23..417O. S2CID 129835887. doi:10.1002/joc.891.
- Rachmat, Heryadi; Rosana, Mega Fatimah; Wirakusumah, A. Djumarma; Jabbar, Gamma Abdul. . Indonesian Journal on Geoscience. 2016-08-02, 3 (2): 107–126. doi:10.17014/ijog.3.2.107-126 .
- Salzer, Matthew W. . KIVA. 2000-01, 65 (4): 295–318. ISSN 0023-1940. S2CID 133414550. doi:10.1080/00231940.2000.11758414 （英语）.
- Stevenson, S.; Otto-Bliesner, B. L.; Brady, E. C.; Nusbaumer, J.; Tabor, C.; Tomas, R.; Noone, D. C.; Liu, Z. . Paleoceanography and Paleoclimatology. 2019-08-31, 34 (8): 1534–1552. Bibcode:2019PaPa...34.1534S. doi:10.1029/2019PA003625 .
- Stoffel, Markus; Khodri, Myriam; Corona, Christophe; Guillet, Sébastien; Poulain, Virginie; Bekki, Slimane; Guiot, Joël; Luckman, Brian H.; Oppenheimer, Clive; Lebas, Nicolas; Beniston, Martin; Masson-Delmotte, Valérie. . Nature Geoscience. 2015-08-31, 8 (10): 784–788  [2024-11-27]. Bibcode:2015NatGe...8..784S. doi:10.1038/ngeo2526. （原始内容存档于2023-06-01）.
- Stothers, Richard B.  (PDF). Climatic Change. 2000, 45 (2): 361–374  [2019-02-07]. S2CID 42314185. doi:10.1023/A:1005523330643. （原始内容 (PDF)存档于2019-06-02）.
- Swingedouw, Didier; Mignot, Juliette; Ortega, Pablo; Khodri, Myriam; Menegoz, Martin; Cassou, Christophe; Hanquiez, Vincent. . Global and Planetary Change. 2017-03, 150: 24–45. Bibcode:2017GPC...150...24S. ISSN 0921-8181. doi:10.1016/j.gloplacha.2017.01.006. hdl:2117/100745 .
- Timmreck, Claudia; Lorenz, Stephan J.; Crowley, Thomas J.; Kinne, Stefan; Raddatz, Thomas J.; Thomas, Manu A.; Jungclaus, Johann H. . Geophysical Research Letters. 2009-11-06, 36 (21): L21708. Bibcode:2009GeoRL..3621708T. S2CID 8980124. doi:10.1029/2009GL040083. hdl:11858/00-001M-0000-0011-F8A3-9 .
- Vidal, Céline M.; Komorowski, Jean-Christophe; Métrich, Nicole; Pratomo, Indyo; Kartadinata, Nugraha; Prambada, Oktory; Michel, Agnès; Carazzo, Guillaume; Lavigne, Franck; Rodysill, Jessica; Fontijn, Karen; Surono. . Bulletin of Volcanology. 2015-08-08, 77 (9): 73. Bibcode:2015BVol...77...73V. S2CID 127929333. doi:10.1007/s00445-015-0960-9.
- Vidal, Céline M.; Métrich, Nicole; Komorowski, Jean-Christophe; Pratomo, Indyo; Michel, Agnès; Kartadinata, Nugraha; Robert, Vincent; Lavigne, Franck. . Scientific Reports. 2016-10-10, 6: 34868. Bibcode:2016NatSR...634868V. PMC 5056521 . PMID 27721477. doi:10.1038/srep34868.
- Wade, David C.; Vidal, Céline M.; Abraham, N. Luke; Dhomse, Sandip; Griffiths, Paul T.; Keeble, James; Mann, Graham; Marshall, Lauren; Schmidt, Anja; Archibald, Alexander T. . Proceedings of the National Academy of Sciences. 2020-10-27, 117 (43): 26651–26659. Bibcode:2020PNAS..11726651W. ISSN 0027-8424. PMC 7604509 . PMID 33046643. doi:10.1073/pnas.1919807117  （英语）.